# Bartonville (Texas)
Bartonville kisváros az USA Texas államában, Denton megyében. Lakosainak száma 1725 fő (2020. április 1.).

## Népesség
A település népességének változása:

| 2010 | 1 469 |
| 2020 | 1 725 |